# La Rafle (film, 2010)
Pour les articles homonymes, voir La Rafle.
Pour plus de détails, voir Fiche technique et Distribution.
La Rafle est un film dramatique, historique et d'action
franco-germano-hongrois écrit et réalisé par Roselyne Bosch, tourné en 2009 et sorti en 2010.
Il relate la rafle du Vélodrome d'Hiver des 16 et 17 juillet 1942 lors de laquelle la police française a arrêté à leur domicile treize mille personnes fichées comme juives, dont quatre mille enfants, parmi lesquels Anna Traube et Joseph Weismann,, deux des rares survivants de la déportation à Auschwitz qui s'est ensuivie.
Le film évoque l'arrestation par des policiers français, le 16 juillet 1942, et leur détention au Vélodrome d'Hiver, dans des conditions épouvantables, des treize mille cent cinquante-deux victimes de la rafle du Vél' d'Hiv', avant leur déportation, au bout de quelques jours, vers le camp de transit de Beaune-la-Rolande (Loiret) puis le camp d'extermination d'Auschwitz-Birkenau.
Le film a fait près de trois millions d'entrées en salles dans le monde, bien que la critique se soit montrée très partagée, à l'instar de Libération qui l'a qualifié de « lourd mélo historique ».

## Synopsis
Pendant l'été 1942, la France est sous l'occupation allemande, les Juifs sont obligés de porter l'étoile jaune. Dans le quartier de la Butte Montmartre, deux familles juives vivent comme les autres habitants de ce quartier, à l'exception près qu'étant juifs, ils redoutent l'arrivée de la Gestapo. À Paris, les avis sont partagés, certains veulent protéger les Juifs en les cachant, alors que d'autres comme la boulangère préfèrent les insulter, les injurier et les rabaisser.
Dans la nuit du 16 au 17 juillet, leur destin bascule à la suite d'un accord entre les nazis et les autorités françaises sur l'arrestation et la déportation de nombreux Juifs, accord qui débouche sur la rafle du Vélodrome d'Hiver. Le quartier de la Butte Montmartre n'y échappera pas, et en effet, la famille de Joseph Weismann, un enfant juif d'une douzaine d'années, et leurs voisins sont arrêtés après avoir tenté par plusieurs moyens d'y échapper. Le père de Joseph aurait pu échapper à cette arrestation si Joseph ne l'avait pas malencontreusement dénoncé alors que sa mère s'était prétendue veuve auprès de miliciens.
À la suite de cette rafle, ils sont amenés dans le vélodrome d'Hiver, où Joseph et Noé, le petit frère de son meilleur ami, rencontrent une infirmière, Annette Monod, qui fera tout son possible pour les aider, eux et les autres jeunes enfants juifs. Dans ce vélodrome, les conditions sont précaires et insalubres : les raflés n'ont pas d'eau, ils sont entassés et  obligés de faire leurs besoins où il y a de la place. Les maigres vivres qu'ils ont emportés doivent être partagés pour que chacun d'entre eux puisse manger. Un petit matin, alors que les prisonniers sont assoiffés, les pompiers font irruption et ouvrent les vannes pour donner à boire aux prisonniers. Ils acceptent aussi de « faire passer » les lettres qui leur sont confiées. Le capitaine Pierret, des pompiers de Paris, se sert même de son grade (le plus élevé parmi tous les militaires présents au Vél' d'Hiv' : Gendarmerie nationale et pompiers de Paris) pour prendre le commandement du Vél' d'Hiv' afin d'imposer le silence aux gendarmes mécontents de son attitude et celle de ses hommes.
Au bout de deux jours, les raflés sont déportés dans un camp de transit, à Beaune-la-Rolande, dans le Loiret, où les conditions de vie sont insupportables : nourriture mauvaise et en maigre quantité, maladies, sans parler du désespoir psychologique des déportés. Affamés et affaiblis, les Juifs affrontent la faim et la soif. Quelques jours plus tard, les parents et les plus âgés de leurs enfants sont déportés dans un camp d'extermination, à Auschwitz, seuls les plus jeunes devant rester en espérant un retour qui n'aura pas lieu. Ces jeunes enfants ont été arrachés des bras de leurs mères et Annette redouble d'efforts, malgré la fatigue, pour s'occuper d'eux.
À la suite des dernières paroles de sa mère lui disant de s'enfuir, Joseph et un de ses camarades s'enfuient avec la complicité d'autres. Joseph ne peut pas emmener avec lui son meilleur ami parce qu'il est malade, affligé d'une vilaine hernie qui l'empêche de marcher. Finalement, Joseph survivra grâce à son évasion, ainsi que Nono qui s'est échappé du train et a été recueilli par un couple de personnes âgées. En 1945, à la fin de la guerre, ils retrouvent tous deux Annette au Lutetia, un hôtel parisien où sont accueillis les rescapés des camps.

## Fiche technique
Sauf indication contraire, les informations mentionnées dans cette section peuvent être confirmées par la base de données cinématographiques IMDb,  présente dans la section « Liens externes ».
- Titre original : La Rafle (typographie La Rafle. sur l'affiche de sortie en France et au générique[5])
- Titre allemand : Die Kinder von Paris
- Réalisation : Roselyne Bosch
- Scénario : Roselyne Bosch, d'après le témoignage de Joseph Weismann
- Musique : Christian Henson
- Direction artistique : Zsuzsanna Borvendég, Lionel Mathis et Alexis McKenzie Main
- Décors : Olivier Raoux
- Costumes : Pierre-Jean Larroque et Mirela Rupic
- Photographie : David Ungaro
- Son : Laurent Zeilig, Jean-Paul Hurier, Florent Lavallée
- Montage : Aurélien Dupont et Yann Malcor
- Production : Alain Goldman
  - Production déléguée : Christer von Lindequist
  - Production associée : Jean-Robert Gibard
  - Coproduction : Catherine Morisse
- Sociétés de production[6] :
  - France : Légende Films, en coproduction avec Gaumont, Légende des Siècles, TF1 Films Production, France 3 Cinéma, SMTS, KS2 Cinéma et Alva Films, avec la participation de Canal+, CinéCinéma, TF1, France Télévisions et le CNC, avec le soutien de la région Île-de-France et la Fondation pour la mémoire de la Shoah
  - Allemagne : en coproduction avec EOS Entertainment, avec la participation de Filmförderungsanstalt
  - Hongrie : en coproduction avec Eurofilm Stúdió
- Sociétés de distribution[7] : Gaumont Distribution (France) ; Constantin Film (Allemagne) ; Belga Films (Belgique) ; Les Films Séville (Québec) ; Pathé Films AG (Suisse romande)
- Budget : 19 976 200 €[8]
- Pays de production :  France,  Allemagne,  Hongrie
- Langues originales : français, allemand, yiddish
- Format[9] : couleur (Fujicolor) / noir et blanc - 35 mm / D-Cinema - 2,35:1 (Cinémascope) - son Dolby | Dolby Digital
- Genre : drame historique, guerre
- Durée : 115 minutes
- Dates de sortie[10] :
  - France, Belgique, Suisse : 10 mars 2010[11],[12]
  - Québec : 17 décembre 2010[13]
  - Allemagne : 10 février 2011
- Classification[14] :
  - France : tous publics (cependant certaines scènes pourraient effrayer la sensibilité des jeunes spectateurs.)[15]
  - Allemagne : interdit aux moins de 12 ans (FSK 12)
  - Belgique : tous publics (Alle Leeftijden)[11]
  - Québec : tous publics (G - General Rating)[13]
  - Suisse romande : interdit aux moins de 12 ans[16]

## Distribution
- Mélanie Laurent : Annette Monod
- Jean Reno : Dr David Sheinbaum
- Gad Elmaleh : Schmuel Weismann
- Raphaëlle Agogué : Sura Weismann
- Hugo Leverdez : Joseph Weismann
- Sylvie Testud : Bella Zygler
- Anne Brochet : Dina Traube
- Oliver Cywie : Simon Zygler
- Catherine Allégret : la concierge « Tati »
- Mathieu et Romain Di Concetto : Noé Zygler dit Nono
- Isabelle Gélinas : Hélène Timonier
- Rebecca Marder : Rachel Weismann
- Barnabás Réti : Monsieur Goldstein
- Udo Schenk : Adolf Hitler
- Catherine Hosmalin : la boulangère
- Thomas Darchinger : Heinrich Himmler
- Holger Daemgen : Karl Oberg
- Bernhard Schütz : Helmut Knochen
- Ariane Séguillon : la prostituée
- Nadia Barentin : Grand-mère Ida
- Swann Arlaud : militant du Parti populaire français
- Johannes Oliver Hamm : le gradé allemand au café
- Franziska Schubert : Eva Braun
- Adèle Exarchopoulos : Anna Traube
- Nastasia Juszczak : Renée Traube
- Maurice Vaudaux : l'abbé Bernard
- Antoine Stip : Professeur Saul Traube
- Jérôme Cusin : Dieter
- Anne Benoît : Matthey Jouanis
- Philippe Beautier : le garde mobile du square
- François Bureloup : l'instituteur M. Jouyeux
- Sabine Pernette : la femme 9e ordonnance
- Charlotte Driesen : Charlotte Weismann
- Salomé Sebbag : Louise Zygler
- Caroline Raynaud : Paule Fétiveau
- Thierry Frémont : le capitaine de pompier Pierret
- Denis Ménochet : l'adjudant du camp
- Rodolphe Saulnier : le gendarme dragueur
- Roland Copé : Philippe Pétain
- Jean-Michel Noirey : Pierre Laval
- Frédéric Moulin : René Bousquet
- Armelle : la directrice de l'école d'infirmière
- Jean-Pierre Lorit : Docteur Jousse
- Marc Rioufol : Jean Leguay
- Jérôme Henry : un gendarme
- Claudine Acs : la vieille dame dans le parc
- Grégory Gatignol : un milicien
- Aurélien Ringelheim : le tailleur '9e Ordonnance'

## Production

### Tournage
Le tournage commence le 15 mai 2009 au pied de la basilique du Sacré-Cœur de Montmartre, où vivait une grande partie de la communauté juive parisienne dont Joseph Weismann (Hugo Leverdez), Simon Zygler (Olivier Cywie) et Nono Zygler (Mathieu et Romain Di Concetto) qui ont grandi dans ce quartier, en passant par le jardin du bois de Boulogne où discutent Philippe Pétain et Pierre Laval à propos des enfants juifs que les Allemands ne veulent pas.
Les acteurs et l'équipe partent au début juin en Hongrie à Budapest où a été reconstitué à un quart le vélodrome, puis numérisé pour donner l'illusion d'en avoir un entier, dans lequel furent détenus des milliers de raflés des 16 et 17 juillet 1942. Il se termine le 13 août 2009.
Lieux de tournage,
- Paris
  - Montmartre, 18e arrondissement, au pied du Sacré-Cœur, place Saint-Pierre.
  - Avenue Junot, 18e arrondissement.
  - 40 rue Durantin, 18e arrondissement.
  - Rue de l'Abreuvoir, 18e arrondissement,
  - Rue Girardon, 18e arrondissement,
  - Square Suzanne-Buisson, 18e arrondissement,
  - Place Dalida, 18e arrondissement,
  - Place Constantin-Pecqueur, 18e arrondissement,
  - Centre hippique du Touring de France, dans le jardin du Bois de Boulogne, 16e arrondissement.
  - Pont de Bir-Hakeim, 16e arrondissement.
  - Lycée Chaptal, 8e arrondissement.
  - Jardin du Luxembourg, 6e arrondissement,
- Hongrie, Budapest
  - Studios de Mafilm.

### Bande originale
Le compositeur britannique Christian Henson retrouve Roselyne Bosch pour qui il avait mis en musique son premier film Animal.
- Paris par Édith Piaf de 1949 (générique de début : images d'archive : visite de Paris par Hitler).
- Tout en flânant par André Claveau de 1942.
- Quand un Vicomte par Ray Ventura.
- La mort d'Åse de Peer Gynt par Edvard Grieg de 1874.
- Clair de Lune de la Suite bergamasque par Claude Debussy de 1890.
- Valse no 17 en La mineur par Frédéric Chopin.
- Tombé du ciel par Charles Trenet de 1947.
- Insensiblement par Ray Ventura (chanson anachronique puisqu'elle ne sortira en France qu'en 1946).
- La Savane par Louis Moreau Gottschalk.
- Concerto de l'Adieu par Georges Delerue de 1992.
- Concerto pour violon et orchestre par Philip Glass de 1987.
- Prélude de L'Or du Rhin par Richard Wagner de 1869.
- Automne par Alix Combelle.
- À la claire fontaine.
- Operation terminated par John Ottman.
- États d'âmes par Jérôme Lemonnier.
- Germany par George Wilson.
- Belz par Cugate de 2003.
- Ein kleiner akkord par Zarah Leander de 1940.

## Accueil

### Accueil critique
Le site américain Rotten Tomatoes donne un pourcentage de 56 % d'opinions favorables pour 34 critiques. Sur Metacritic, il obtient une note moyenne de 49⁄100 pour 11 critiques.
En France la critique réserve un accueil très partagé à La Rafle. Le site Allociné, qui recense 24 critiques, propose une note moyenne de 2,8 sur 5, le système d’évaluation du site rajoutant un point à toutes les notes des critiques. Les critiques positives portent surtout sur le fond, sur le message du film, pas sur sa forme, sa qualité stylistique. Elles retiennent la force et l'utilité de ce message, ainsi que l’importance qu’une telle œuvre soit diffusée, notamment auprès des jeunes générations, près de 70 ans après les faits, alors que les critiques négatives lui reprochent sa lourdeur et son simplisme, son chantage à l'émotion et son manque d'incarnation.
Dans Le Nouvel Observateur, François Forestier relève que « la réalisatrice s’est attaquée avec courage à ce point aveugle de l’Histoire de France » et que « très solidement documenté, interprété avec ferveur […] la qualité d’émotion du film est extraordinaire : impossible de rester insensible au spectacle de cette honte. Pourquoi sommes-nous si lents à examiner les zones sombres de notre Histoire ? La Rafle est un film qui fait honneur au cinéma français. »
Le Figaroscope se demande « Comment évoquer la tragédie du Vel' d'Hiv' sans creuser le même sillon que certains films sur la déportation tels La Liste de Schindler, Au revoir les enfants, Les Guichets du Louvre, Monsieur Klein ou Le Pianiste ? La réalisatrice Roselyne Bosch a trouvé la solution. En filmant cette rafle à hauteur d'enfants. Sa fresque grave, méticuleusement reconstituée, est émouvante sans être larmoyante », insiste sur « l'interprétation tendue et déchirante de Mélanie Laurent » et juge que « La Rafle fait ressurgir un pan peu glorieux du passé de la France sous l'Occupation, mais est magnifié par le courage de ceux que l'on nommera les « Justes » ».
Le Journal du dimanche note que « l’émotion va crescendo, sans ostentation ni dérapages, avec une forme de sobriété. Presque trop. Comme si Roselyne Bosch avait craint de se laisser déborder par l’émotion implicite du sujet, se rassurant avec un cinéma qui se fait dès lors plus illustratif qu’inventif : le sujet d’abord. Personne ne songera à le lui reprocher. »
Dans Paris Match, Alain Spira juge que « Roselyne Bosch met les points sur les « i » de notre Histoire en plaçant le spectateur au cœur de ce vélodrome transformé en enfer […]. Les vedettes de ce drame historique sont, avant tout, les enfants, acteurs et figurants, qui donnent au film sa bouleversante authenticité. Pour appréhender ce sommet de l’horreur, Roselyne Bosch se tient à la bonne distance, filmant dans un style neutre, mais avec une impressionnante intensité. »
Télé 7 jours juge que la réalisatrice signe « un film pour la mémoire, dont l'ambition pédagogique se traduit parfois en situations artificielles et appuyées. Le plus souvent, elle sait trouver le ton et l'émotion justes, avec la complicité d'une belle troupe d'acteurs. »
Ouest-France voit dans La Rafle un film « impressionnant, spectaculaire, prenant. Avec des interprètes qui, de Jean Reno à Sylvie Testud, de Gad Elmaleh à Mélanie Laurent, trouvent leur force expressive dans la pudeur, la retenue et la sincérité d'un film nécessaire. »
Le quotidien suisse Le Temps veut retenir, à travers ce film, l'efficacité de son discours « prenant et utile ».
Pour Fabrice Leclerc, rédacteur en chef de Studio Ciné Live, « la dimension émotionnelle du film de Roselyne Bosch l'emporte souvent, reléguant les critiques sur ses faiblesses formelles au second plan ». La Rafle a donc pour lui un « caractère salutaire. […] c'est un film qu'il faut défendre par son sujet. »
Pour l'Express, Emmanuelle Cirodde précise que « le caractère salutaire de ce film tient surtout à la somme d'informations qu'il recèle […]. Ce véritable travail journalistique installe La Rafle dans la catégorie des films dits « utiles ». […] Alors que La liste de Schindler ou Le Pianiste écrivaient des héros solitaires capables de transcender l'atrocité de leur sort par leur pouvoir ou leur art, Roselyne Bosch inscrit, elle, son film dans l'ordinaire factuel des victimes d'un drame par essence collectif. On n'en ressort que plus concerné. »
La Tribune de Genève relève que le film « appuie parfois sur le pathos » mais salue « le remarquable souci d’exactitude de cette œuvre pédagogique d’utilité publique ».
Dans le quotidien Le Figaro Laurence Haloche évoque une « fresque grave, méticuleusement reconstituée, (…) émouvante sans être larmoyante », ajoutant que « la réalisatrice impose avec raison un point de vue personnel filmé à hauteur d'enfant, avec une approche féminine et sensible qui n'induit pas pour autant de désespoir apathique ».
Le Matin parle d’un film « poignant », d'une mise en scène « sobre à défaut d'être particulièrement inspirée » et loue la réussite de ce film qui se veut populaire, porté par une distribution de choix composé de valeurs sûres, de seconds rôles marquants et de jeunes acteurs « au magnétisme irrésistible ».
Pour La Croix, il s'agit d'un « récit collectif bouleversant, éprouvant sans céder à la crudité. […] Servi avec retenue par une pléiade d’acteurs, La Rafle fait œuvre utile. À chaque génération son travail de mémoire. »
L'hebdomadaire Le Point note que « l'intérêt de cette fresque, au-delà d'un évident devoir de mémoire, est son travail documentaire : beaucoup d'histoires vraies, presque toujours racontées avec exactitude ».
Le site culturel Fluctuat.net relève pour sa part que « dans un style proche du documentaire, la caméra de Roselyne Bosch crée régulièrement un sentiment de stupeur. En filmant notamment à hauteur d'enfants, La Rafle jette sur chaque nouvelle étape narrative un regard d'étonnement et d'incompréhension. Parvenant à éviter les effets trop larmoyants et s'appuyant sur plusieurs personnages réels - l'infirmière Annette Monod (Mélanie Laurent) ou Joseph Weismann (Hugo Leverdez), enfant à l'époque des faits -, le film multiplie les angles de vue. Il s'en dégage une impression de film-fleuve, doublée d'une grande force d'évocation ».
Le magazine américain Cineaste magazine relève l’extrême précision du film, dont le scénario est inspiré de faits réels et de vrais témoignages, tout en insistant sur son axe principal : filmer à hauteur d'enfant. La journaliste Sandy Flitterman-Lewis rappelle que « La Rafle, film utile et documenté, lève le voile sur un évènement historique ignoré depuis 70 ans aux États-Unis ».
D’autres publications jugent plus sévèrement le film et regrettent son académisme, son manque d'incarnation ainsi que sa maladresse dans sa tentative de concilier émotion et vérité historique.
Le Monde souligne que le film « ne nous apporte rien de fondamental sur l'évènement » et regrette sa « médiocrité » sur le plan esthétique : « Beaucoup de choses y sonnent désespérément faux. Tel accent yiddish est sans conteste un accent, mais pas yiddish. Hitler est certes reconnaissable, mais l'acteur grimé qui l'interprète est peu crédible. Tout le monde reconnaît l'humoriste Gad Elmaleh sous sa défroque de petit artisan juif trotskyste, et s'intéresse malheureusement davantage à sa composition qu'au personnage qu'il incarne ».
Télérama juge que « Roselyne Bosch (…) oscille entre image d'Épinal et réquisitoire : mélange maladroit, voire impossible. Du Vél d'Hiv' au camp de transit de Beaune-la-Rolande, les séquences tire-larmes, surjouées et lénifiantes se succèdent. (…) Peut-on concilier les bons sentiments avec l'horreur pure ? ». L'hebdomadaire juge sévèrement le portrait d'une France héroïque, globalement résistante, que contredit la vérité historique.
Les Cahiers du cinéma évoque un film « long et pénible », plutôt simpliste et manichéen (usant de grandes dichotomies telles que l'État contre le petit peuple, la police contre les pompiers, les adultes contre les enfants, le mal contre le bien). La revue de cinéma déplore un film où « rien n'est incarné », où « tout n'est qu'intention, ou maquillage ».
L'Express souligne également le déchirement du récit qui tente de mêler « le fait à la compassion, le devoir de mémoire à l'identification » ; et de rajouter que le film, « sans âme ni passion, […] ni réussi ni polémique, produit l'effet inverse de celui désiré : il se regarde d'un œil sec ».
L'hebdomadaire Les Inrockuptibles abonde dans ce sens en soulignant l'échec du film qui cherche « la synthèse sans s’accrocher à un choix ».
Le Parisien déplore l'académisme du film, dans lequel « tout paraît un peu formaté, amidonné ». Même constat pour Charlie Hebdo, qui souligne que la réalisatrice « tombe dans l'éternel travers de la reconstitution anachronique ».
Éric Neuhoff, de Figaro Madame, se refuse à parler de cinéma. Il fustige les excès du film, l'absence de regard et d'originalité, ainsi que l'outrance de la reconstitution (en prenant pour exemple l'apparition « grotesque » d'Hitler, de Pétain et de Pierre Laval, dignes de Benny Hill).
Libération évoque quant à lui un « lourd mélo historique », « entre kitsch rétro et chantage à l’exactitude […] qui aurait dû prôner un historicisme matérialiste lavé de toute empathie. ». Dans le même journal, l'historienne Annette Wieviorka, spécialiste la Shoah et de l'histoire des Juifs au XXe siècle critique les nombreuses inexactitudes historiques, dont le traitement du choix de la destination de déportation, traité « de la façon la plus simpliste possible, sans souci de témoignages ou de documents ».
Le Soir déplore lui aussi un film « trop illustratif ». Alain Riou, du Nouvel Observateur, évoque un film « tire-larmes », qui n'est pas aussi utile et salutaire qu'on veut le dire, puisqu'il échoue à donner corps à son sujet.
Sophie Avon, de Sud Ouest, de son côté, se demande comment un « mauvais film » comme celui-ci serait utile et nécessaire. La journaliste qualifie le résultat d'« insignifiant », d'« insupportable » et « bourré de pathos ». Elle déplore la manière de filmer les enfants, qui rend le propos « pittoresque » et proche de l'imagerie.
La rédaction de Chronic'art juge très sévèrement ce film qui nous propose d'« explorer le côté nounours de la Shoah » avec force chromos et artifices. Le site culturel critique le chantage à l'émotion fait au nom du « devoir de mémoire » ainsi que la description du génocide des Juifs peinturlurée « en vilain cauchemar, à oublier vite en serrant fort le nounours de Nono ». L'auteur de la critique explique que le film en vient à épouser un point de vue malheureux en insinuant, par ses images d'un Paris éternel dérangé par l'arrivée de la Gestapo, « que la vraie barbarie nazie, au fond, c'est moins la Shoah, que le mauvais goût qui fut le sien de venir troubler l'ordre pépère du Faubourg 36 ».
Le magazine américain Variety juge positivement la reconstitution historique et l'interprétation des acteurs (ce qui rend le projet « attachant »), mais regrette les simplifications et le manichéisme du récit, plusieurs « lourdeurs », et la « naïveté des dialogues ». The Hollywood Reporter parle d'un film rempli de « fausses notes », un récit « sur-documenté et sous-dramatisé », qui ne nous révèle rien de plus que ce que l'on ne savait déjà, se contentant d'aligner des évènements factuels sans apporter de regard neuf ou de révélations. Les personnages y sont à « deux dimensions ». Le magazine se déclare gêné par la manière dont le film diminue la responsabilité de la population française dans ce drame (malgré le personnage de la femme du boulanger) - défaut produisant un véritable « malaise ». Cette vision des choses est qualifiée de « douteuse ». Le magazine s'interroge donc sur la pertinence du projet, qui s'apparente quasiment à un « feel-good movie sur l'Holocauste ».

### Polémique autour de l'accueil du film
En septembre 2010, à l'occasion de la campagne de promotion du DVD, la réalisatrice Roselyne Bosch donne un entretien à la revue Les Années Laser et établit un parallèle entre ceux qui n'auraient pas aimé son film et Adolf Hitler : 

« Je me méfie de toute personne qui ne pleure pas en voyant le film. Il lui manque un gène : celui de la compassion. […] On pleure pendant La Rafle parce que… on ne peut que pleurer. Sauf si on est un « enfant gâté » de l’époque, sauf si on se délecte du cynisme au cinéma, sauf si on considère que les émotions humaines sont une abomination ou une faiblesse. C’est du reste ce que pensait Hitler : que les émotions sont de la sensiblerie. Il est intéressant de voir que ces pisse-froid rejoignent Hitler en esprit, non ? En tout cas, s’il y a une guerre, je n’aimerais pas être dans la même tranchée que ceux qui trouvent qu’il y a « trop » d’émotion dans La Rafle. »

Ces propos font réagir le magazine Première qui affirme que la réalisatrice est « sans doute allée trop loin ». Les Inrockuptibles, sous la plume de Jean-Baptiste Morain, écrivent à ce propos : 

« À aucun moment Rose Bosch ne se demande si ces critiques ne pourraient être fondées, ou en tout cas acceptables. Non. Elle préfère s’en prendre directement à l'insensibilité de ceux qui n'ont pas apprécié son film, en les assimilant à des nazis. Rose Bosch confond tout : l’insensibilité à son film avec l’insensibilité à la rafle du Vel' d’Hiv'. Qui peut rester insensible à la plus grande arrestation massive de Juifs réalisée en France pendant la Seconde Guerre mondiale ? Mais tout spectateur a encore le droit de ne pas aimer la façon dont Rose Bosch la met en scène et la reconstitue. La Rafle de Rose Bosch n’est pas la rafle du Vel' d’Hiv' - on a un peu honte d’avoir à le rappeler ici à sa réalisatrice,. »

En janvier 2011, sur le site Allociné, la réalisatrice revient sur cette polémique, expliquant avoir simplement souhaité « mettre en garde contre le déferlement de cynisme et le recul de l'émotion ». Citant une couverture de L'Express datant d'octobre 2010 (soit deux mois après le début de cette polémique) et consacrée, précisément, aux effets pervers du « recul de compassion » dans nos sociétés, elle précise, que pour elle « il ne s’agissait pas d’aimer ou ne pas aimer le film. Ce n'était pas le sujet de mon indignation, mais bien ce cynisme qui fait tache d'huile et conduit tout droit aux extrêmes. »
En juin 2012, la réalisatrice demande à Overblog la suppression d'un article critiquant sa comparaison entre les personnes n'ayant pas pleuré en voyant son film et Hitler, ainsi que la divulgation de l'identité de l'auteur de cet article. En avril 2013, la cour d'appel confirme que l'article n'a pas à être supprimé, et que son auteur peut rester anonyme.

### Box-office
Avec 2,8 millions d'entrées en salles, La Rafle se classe 19e au box-office en France en 2010.
| Film     | Box-Office France | Box-Office Étranger | Total             |
| La Rafle | 2 851 845 entrées | 101 473 entrées     | 2 952 595 entrées |

Si on examine le parcours du film au box-office on note que lors de sa première semaine de projection, il s'est classé premier en France par le nombre d'entrées (812 932 soit 1 350 spectateurs par copie). La fréquentation augmente la semaine suivante avec plus de 900 000 entrées, pour totaliser 2 470 000 entrées en quatrième semaine.

## Distinctions
En 2011, La Rafle a été sélectionné 2 fois dans diverses catégories et a remporté 1 récompense,.

### Récompenses
- Festival du film juif d'Atlanta (Atlanta Jewish Film Festival) 2011 : Prix du Public du meilleur réalisateur pour Roselyne Bosch.

### Nominations
- Rendez-vous with French Cinema à Londres et Edimbourg 2011 : Meilleur long métrage pour Roselyne Bosch

- 2011 : Prix du Public au Festival International de New York
- 2011 : Prix du Senato Romano, (Sénat Romain)
- 2010 : Audience Award au Festival International de Giffoni
- 2010 : Grand Prix de la Mémoire de la Presse Étrangère. (APE)
- 2010 : Prix du Public au Festival International de Washington

## Éditions en vidéo
Le DVD du film, sorti le 7 septembre 2010, a été numéro 1 des ventes pendant trois semaines consécutives.